# クラバート 闇の魔法学校
『クラバート 闇の魔法学校』（クラバート やみのまほうがっこう、原題：Krabat）は、2008年10月9日にドイツより公開された映画。カナダは同年9月7日に先行公開。オトフリート・プロイスラーによるドイツ児童文学の名作『クラバート』を巨費を投じて映画化。ドイツでは観客動員数が110万人を超える。マルコ・クロイツパイントナー監督・脚本、ダフィット・クロスが主演を担当する。17世紀のヨーロッパを舞台として、14歳の孤児となった少年クラバートが黒魔術を習得するための魔法学校の謎に探そう物語を描いたファンタジー作品。
日本では劇場未公開。新宿バルト9で開催された2008年ドイツ映画祭には『クラバート 謎の黒魔術』（クラバート なぞのくろまじゅつ）の邦題で10月31日と11月3日の2回限定公開された。また、2010年7月2日にトランスフォーマーよりDVD（TMSS-176）が発売されている。

## キャスト
※括弧内は日本語吹き替え
- クラバート - ダフィット・クロス（清水一貴）
- トンダ - ダニエル・ブリュール（阪田智靖）
- 親方 - クリスチャン・レドル（加藤清司）
- リシュコー - ロベルト・シュタットローバー（矢口雄）
- カントーカ - パウラ・カレンベルク（宮本茉奈）

## スタッフ
- 監督：マルコ・クロイツパイントナー
- 製作：ウリ・プッツ、トーマス・ヴェープケ、ヤコブ・クラウセン、ニック・ハンソン、ラース・シルヴェス
- 製作総指揮：ガブリエーレ・バッハー、クリスティアン・バルツ、ニック・ハンソン、ラース・シルヴェスト
- 原作：オトフリート・プロイスラー『クラバート』（偕成社刊）
- 脚本：マルコ・クロイツパイントナー、ミヒャエル・グートマン
- 撮影：ダニエル・ゴットシャルク
- 編集：ハンスエルク・ヴァイスブリッヒ
- プロダクションデザイン：クリスティアン・M・ゴルトベック
- 衣装デザイン：アンケ・ヴィンクラー
- 音楽：アネッテ・フォックス
- ナレーション：オットー・ザンダー